# Saint-Martial-Entraygues
Saint-Martial-Entraygues is een gemeente in het Franse departement Corrèze (regio Nouvelle-Aquitaine) en telt 84 inwoners (2009). De plaats maakt deel uit van het arrondissement Tulle.

## Geografie
De oppervlakte van Saint-Martial-Entraygues bedraagt 7,5 km², de bevolkingsdichtheid is dus 11,2 inwoners per km².
De onderstaande kaart toont de ligging van Saint-Martial-Entraygues met de belangrijkste infrastructuur en aangrenzende gemeenten.

## Demografie
Onderstaande figuur toont het verloop van het inwonertal (bron: INSEE-tellingen).